# Vlag van De Friese Meren
De vlag van De Friese Meren is op 17 december 2014 per raadsbesluit door de gemeenteraad van de Friese gemeente De Friese Meren aangenomen als gemeentelijke vlag. De gemeente is op 1 januari 2014 ontstaan uit een gedeelte van gemeente Boornsterhem en de volledige gemeenten Gaasterland-Sloten, Lemsterland en Skarsterlân.

## Beschrijving
De beschrijving van de vlag luidt als volgt:
Drie horizontale banen, wit, geel en azuur, waarvan de hoogten zich verhouden als 2 : 1 : 2. In de witte baan een springende haas van keel, springend richting hijszijde, waarvan het midden op één derde vanaf de hijszijde in de witte baan is geplaatst.
Opmerking: bij vlagbeschrijvingen worden geen heraldische kleuren genoemd. Voor azuur moet blauw worden gelezen, voor keel rood.
De vlag bestaat uit drie horizontale banen in wit, geel en blauw; de bovenste en onderste baan zijn dubbel zo hoog als de middelste. In de bovenste baan staat een rode rennende haas, gelijk aan de haas op het gemeentewapen.
De Hoge Raad van Adel vermeldt hierover in zijn jaarverslag over 2014 dat er advies was gevraagd door de gemeente over de instelling van een wapen en vlag, waarbij twee bij elkaar behorende wapen- en vlagontwerpen werden voorgelegd, te weten: 
1. Voor het wapen: gedeeld; I in blauw een gaande leeuw vergezeld van drie blokjes, alles van goud; II van zilver. Het schild gedekt met een gouden kroon van drie bladeren en tweemaal drie parels. en voor de bijbehorende vlag: twee banen blauw en wit met in de bovenste baan een gele gaande leeuw vergezeld van drie gele blokjes.
2. Voor het wapen: golvend doorsneden; I in goud een springende haas van keel; II in azuur een rijksappel van goud. Het schild gedekt met een gouden kroon van drie bladeren en tweemaal drie parels en voor de vlag: een broeking met twee golvende banen van blauw en geel met in de blauwe baan een gele rijksappel en een vlucht van twee golvende banen geel en blauw.

De raad koos voor het tweede ontwerp van het wapen, maar gaf voor de vlag de voorkeur aan de haas boven de rijksappel, en wenste drie rechte banen, waaronder een extra witte baan die niet terug te voeren is tot het doorsneden wapen van goud en azuur.

## Symboliek
De kleuren blauw en geel zijn een vertaling van het gemeentewapen, evenals de rode haas die volledig van het wapen is overgenomen. De haas en de kleuren rood, geel en blauw kwamen voor in de vlaggen van Gaasterland-Sloten en Skarsterlân en de kleuren rood, geel en wit in de vlag van Lemsterland.
Daar waar de kleuren in het wapen staan voor wapens van voorgaande gemeenten, maar ook voor het waterrijke karakter van de gemeente staan deze nu voor andere zaken. De banen samen symboliseren de weidsheid van de gemeente, het wit staat voor de lucht, het geel voor de zandgronden en het blauw voor het water uit de meren in de gemeente. De haas springt als het ware door de weidsheid van de gemeente.

## Verwante afbeeldingen

De vlag van Gaasterland-Sloten
De vlag van Lemsterland
De vlag van Skarsterlân